# بكتاشية
البِكْتاشيَّة هي طريقة صوفية تركية تُنسب إلى الحاج بِكْتَاش وَلِيّ (القرن السابع الهجري) انتشرت في الأَناضول، ثم في ألبانيا.
تعاليمها مستمدة من تعاليم الشيعة الاثنَي عشرية وتعاليم الطُّرق القَلَنْدَرِيَّة والحَيْدَريَّة، ومن معتقدات اجتماعية تسللت لهم من خلال الدِّيانات القديمة التي دخل فيها الترك قبل إسلامهم كالسَّاميّة والمانَويّة. ويقول محمود عكام:
وللبِكْتاشيَّة علاقة وطيدة بالانكشارية، حيث كان لكل ثكنة انكشارية مرشدها البكتاشي، وعليه تسلطت البكتاشية على الانكشارية تسلطا تاما. لكن دالت دولة هذه الطريقة حين قضى السلطان محمود الثاني على الانكشارية عام 1826 م، ثم ألغيت رسميا مع باقي الطُّرق الصُّوفية في تركيا سنة 1925 م. ولكن مع هذا ما تزال البكتاشية موجودة في البلقان ولا سيما ألبانيا حيث يقيم زعيمهم في تكية تيرانا.

## للاستزادة
- حمدي عبد الله الشرقاوي (1432 هـ / 2011 م). موسوعة الفرق والمذاهب في العالم الإسلامي. القاهرة: جمهورية مصر العربية، وزارة الأوقاف، المجلس الأعلى للشئون الإسلامية. ص. 191-223. ISBN:9772051443. {{استشهاد بكتاب}}: تحقق من التاريخ في: |سنة= (مساعدة)